# マルトデキストリン
マルトデキストリン (Maltodextrin) は、デンプンの部分的な加水分解によって作られ、クリーム色の吸湿性の粉末となる多糖である。マルトデキストリンは消化しやすく、グルコースと同じくらい速く吸収される。程よい甘みがあり、匂いはほとんどない。

## 構造
マルトデキストリンは、様々な長さのD-グルコース単位で構成される。グルコースはα1,4-グリコシド結合で繋がっている。通常、グルコースの長さが3から19の混合物として得られる。
マルトデキストリンのデキストロース当量は10から20である（デキストロース当量が高いほど、グルコース鎖は短く、甘みや溶解度は大きい）。デキストロース当量が20を超えるものは、ヨーロッパ連合の合同関税品目分類表でグルコースシロップと分類され、デキストロース当量が10以下のものはデキストリンと分類される。

## 生産
マルトデキストリンはデンプンから酵素によって生産される。アメリカ合衆国では、通常トウモロコシのデンプンが用いられ、ヨーロッパでは小麦のデンプンが用いられる。小麦由来のマルトデキストリンは、グルテンによるセリアック病が懸念されるため表示が推奨されているが、実際にはタンパク質はほとんど除かれているため、グルテンはほぼ含まれていない。

## 利用
キサンタンガムと共に食品の増粘剤として使用される。
砂糖より甘みが控えめで、砂糖と同等のカロリーを有し、小腸において砂糖を上回る吸収速度を有する。このため、術後回復者、高齢者、たんぱく質や脂肪の制限が厳しい者、ミネラルの摂取制限が必要な者、トレーニング等で即効性の高いエネルギー補給を求める者等に用いられる。血糖値の上がり方も緩やかで甘みも少ないため、ゼリー飲料などに用いられる。
マルトデキストリンは粉飴の材料として使用されている。粉飴とマルトデキストリンはデキストロース当量（DE）において異なる。